# Escala de Somnolencia Epworth
La Escala o cuestionario de somnolencia diurna de Epworth (ESS) es un cuestionario corto tipo Likert que intenta determinar o medir la somnolencia diurna. Esto puede ser de ayuda en el diagnóstico de trastornos del sueño. Fue introducido en 1991 por el doctor Murray Johns del Hospital Epworth en Melbourne, Australia.

## El cuestionario
El instrumento le hace pregunta al sujeto investigado, a cerca de la frecuencia (o probabilidad) de quedarse dormido/a en una escala de incremento que va de 0 a 3, para ocho diferentes situaciones cotidianas, que la mayoría de las personas pueden verse involucradas, en su vida diaria, aunque no necesariamente todos los días. Se suma el puntaje de las 8 situaciones para obtener un número total. Un resultado entre 0 y 9 es considerado normal; mientras uno entre 10 y 24 indica que se deberá referir el paciente a un especialista. Por ejemplo, un puntaje entre 11 y 15 nos indica la posibilidad de apnea del sueño leve a moderada, mientras que un puntaje de 16 en adelante, nos indica la posibilidad de una apnea del sueño severa o narcolepsia. Algunas de las preguntas en el cuestionario han demostrado ser mejores predictores de trastornos del sueño específicos, aunque siempre se requerirá de un estudio más minucioso y profundo para realizar un diagnóstico más preciso.
El cuestionario fue creado originalmente con la intención de mantener la redacción exacta, para proporcionar un test estandarizado y así preservar su validación estadística; el creador del cuestionario recomienda que el que administre la prueba, no comente los resultados con el entrevistado, hasta haberla terminado, porque esto podría afectar las respuestas del sujeto.
| Escala de Somnolencia Epworth | Escala de Somnolencia Epworth | Escala de Somnolencia Epworth | Escala de Somnolencia Epworth | Escala de Somnolencia Epworth |
| --- | ----------------------------- | ----------------------------- | ----------------------------- | ----------------------------- |
| ¿Con qué frecuencia esta somnoliento o se queda dormido en cada una de las siguientes situaciones? Aplique la siguiente escala: 0: nunca, 1: baja frecuencia, 2: moderada frecuencia, 3: alta frecuencia. |                               |                               |                               |                               |

| Situación                                                                        | Puntaje | Puntaje | Puntaje | Puntaje |
| -------------------------------------------------------------------------------- | ------- | ------- | ------- | ------- |
| 1. Sentado y leyendo.                                                            | 0       | 1       | 2       | 3       |
| 2. Viendo televisión.                                                            | 0       | 1       | 2       | 3       |
| 3. Sentado en un lugar público (ej. cine, reunión).                              | 0       | 1       | 2       | 3       |
| 4. Viajando como pasajero en un coche durante 1 hora.                            | 0       | 1       | 2       | 3       |
| 5. Descansando en la tarde cuando las circunstancias lo permiten.                | 0       | 1       | 2       | 3       |
| 6. Sentado y conversando con alguien.                                            | 0       | 1       | 2       | 3       |
| 7. Sentado en un ambiente tranquilo después del almuerzo (sin alcohol).          | 0       | 1       | 2       | 3       |
| 8. En un auto, mientras se encuentra detenido por algunos minutos en el tráfico. | 0       | 1       | 2       | 3       |

## Validación
La escala de somnolencia diurna de Epworth ha sido validada primordialmente en "Apnea del sueño" (apnea obstructiva), aunque ha sido también exitosa detectando narcolepsia e hipersomnia idiopática. Es usada para medir somnolencia diurna excesiva, y suele repetirse después de la administración de tratamiento (por ejemplo, CPAP); para documentar la mejoría en los síntomas. En narcolepsia, este cuestionario tiene una sensibilidad y especificidad altas (100% y 93.5%, respectivamente).